# Rejon krasnoborski

Położenie rejonu w obrębie obwodu archangielskiego

Rejon krasnoborski (ros. Красноборский район) – rejon w północnej Rosji, w obwodzie archangielskim.

## Położenie
Rejon, tak jak cały obwód archangielski, leży w północno-wschodniej Europie, na terenie Niziny Wschodnioeuropejskiej. 
Rejon krasnoborski leży w południowo-wschodniej części obwodu archangielskiego.

## Powierzchnia
Rejon ma powierzchnię 9,5 tys. km². Teren ten stanowi równina, a znaczną jej część pokrywa tajga, złożona głównie z lasów świerkowych, w mniejszym stopniu – sosnowych, z niewielką domieszką innych gatunków: jodły, modrzewia i drzew liściastych (głównie brzozy).
Na obszarze rejonu znajdują się liczne rzeki i strumienie (należące do zlewiska Morza Białego), a także bagna i torfowiska.

## Ludność
W rejonie zamieszkuje ok. 18 tys. osób. Liczba ta szybko spada w wyniku niskiego przyrostu naturalnego i dużej emigracji zarobkowej do innych regionów Rosji, najczęściej dużych miast, zwłaszcza Moskwy. 
Ponieważ wyjeżdżają głównie ludzie młodzi, średnia wieku mieszkańców rejonu jest wysoka.
Niemal całą populację rejonu stanowią Rosjanie. Większość ludności wyznaje prawosławie, istnieje także spora liczba niewierzących.

## Stolica
Ośrodkiem administracyjnym jest wieś Krasnoborsk.

## Gospodarka
Gospodarka rejonu, po rozpadzie ZSRR pogrążona jest w kryzysie. 
Podstawowymi źródłami utrzymania dla mieszkańców rejonu jest pozyskiwanie drewna dla potrzeb przemysłu, uprawa ziemi i hodowla, a w mniejszym stopniu także zajęcia tradycyjne – myślistwo i rybołówstwo. W większych ośrodkach osadniczych znajduje się drobny przemysł drzewny (lub celulozowo-papierniczy), a także niewielkie zakłady przemysłu spożywczego, zatrudniające po kilka- kilkanaście osób (jak piekarnie czy masarnie), produkujące głównie na rynek lokalny.
Dość duże znaczenie w gospodarce rejonu odgrywa rolnictwo. Najczęściej uprawiane są zboża: głównie jęczmień i żyto, rzadziej owies, a także ziemniaki, rośliny pastewne, oraz niektóre szybko rosnące gatunki warzyw. 
Hodowla obejmuje zarówno typowe zwierzęta gospodarskie: bydło, trzodę chlewną i drób, jak też zwierzęta futerkowe: lisy polarne (pieśce), tchórze i norki.

## Klimat
W rejonie panuje klimat umiarkowany chłodny, o charakterze kontynentalnym. 
Zima jest długa i chłodna, lato – krótkie i średnio ciepłe.
W rejonie notuje się dość wysoki poziom opadów, głównie w postaci deszczu, którego największe nasilenie przypada na sierpień.